# Entre chien et loup (film, 1991)
Pour les articles homonymes, voir Entre chien et loup.
Pour plus de détails, voir Fiche technique et Distribution.
Entre chien et loup (Shuttlecock) est un drame de guerre franco-britannique réalisé par Andrew Piddington (en) et sorti en 1991. Une version remontée avec séquences additionnelles est sortie en 2020.
Il s'agit d'une adaptation du roman éponyme de Graham Swift paru en 1981.

## Synopsis
Le major James Prentis (Alan Bates) est un espion britannique de la Seconde Guerre mondiale et un héros de guerre[4] qui porte le nom de code de « Shuttlecock ». En froid avec sa famille et ses enfants, il finit par être interné dans un établissement psychiatrique à Lisbonne, au Portugal, où il décide finalement de publier ses mémoires 20 ans après la guerre. Son fils, John (Lambert Wilson), s'inquiète de plus en plus de l'énigmatique Dr Quinn (Kenneth Haigh), le directeur de l'établissement, et conclut, après avoir lu les mémoires de son père, que Quinn est responsable du déclin mental de son père.

## Fiche technique
- Titre original : Shuttlecock[1]
- Titre français : Entre chien et loup[2]
- Réalisation : Andrew Piddington (en)
- Scénario : Andrew Piddington (en), Time Rose Price, d'après le roman éponyme de Graham Swift paru en 1981[3],[4].
- Photographie : Roger Eaton, Denis Lenoir
- Montage : Jon Costelloe, Joel Plotch
- Musique : Barry Adamson, John Petersen
- Société de production : Sea Lion Films, Gigantic Pictures, Minerva Productions
- Pays de production :  Royaume-Uni -  France
- Langue originale : anglais britannique
- Format : couleurs - Son Dolby
- Genre : drame de guerre
- Durée : 85 minutes
- Date de sortie :
  - Espagne : septembre 1991 (Festival du film de Saint-Sébastien)
  - France : 7 avril 1993
  - Royaume-Uni : 6 janvier 1994

## Distribution
- Lambert Wilson : John Prentis
- Alan Bates : Major James Prentis
- Kenneth Haigh : Dr. Quinn
- Jill Meager : Marian Prentis
- John Cassady : Eddie
- Arthur Cox (en) : Fizz / Fox
- David Ryall : Pound
- Gregory Chisholm : Martin Prentis
- Beatrice Buchholz : Beatrice Carnot
- Jacqui Sedlar : Jenny
- Dominic Chesterton : Peter Prentis
- João Perry : Eric
- Luísa Barbosa : Ana

## Ressortie en 2020
En 2020 est ressorti le montage du réalisateur d'Entre chien et loup comprenant de nouvelles séquences des acteurs originaux, âgés de trois décennies de plus.